# ارهارد اپلر
ارهارد اپلر (انگلیسی: Erhard Eppler; زاده ۹ دسامبر ۱۹۲۶ – درگذشته ۱۹ اکتبر ۲۰۱۹) سیاست‌مدار و آموزگار اهل آلمان بود.
ارهارد اپلر در ۱۹ اکتبر ۲۰۱۹، در سن ۹۲ سالگی درگذشت.